# Duché ethnique

Le Saint-Empire vers l'an mil, les territoires des duchés germaniques en vert :
----
Duché de Saxe
Basse-Lotharingie
Haute-Lotharingie
Duché de Franconie
Duché de Souabe
Duché de Bavière

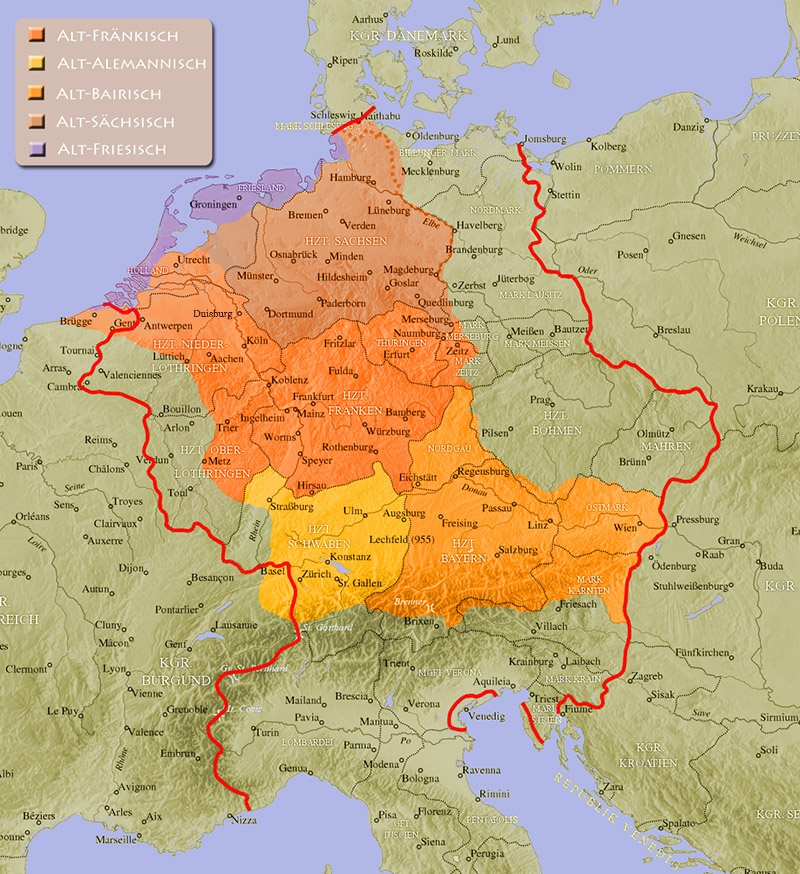
Carte linguistique du vieux haut-allemand (alémanique et bavarois), du vieux-francique, du vieux saxon et du vieux frison à l'époque d'Otton Ier du Saint-Empire au Xe siècle.

Un duché ethnique ou  duché tribal (allemand : Stammesherzogtum) était un duché constitutif du royaume de Germanie constitué à partir de la Francie orientale au Xe siècle, lors de l'extinction de la dynastie carolingienne et de la période transitoire ayant mené plus tard à la formation du Saint-Empire romain germanique,,. 

## Histoire
Ce concept s'inscrit dans une historiographie qui est fondée sur l'idée politique et ethnologique des Stämme, « tribus », en référence aux tribus germaniques franques, saxonnes, alamanes et bavaroises. En fait, un « duché » (en latin : ducatus) désignait à son origine le ressort de commandement d'un duc (dux, ducis ; en allemand : Herzog) ou chef militaire. Quand duc, qui était une fonction de commandement dans l'empire romain, devint un titre de noblesse à l'époque franque, le mot désigna le territoire auquel ce titre était attaché.
Au cours de la période du renforcement du pouvoir central sous le règne des Carolingiens, les duchés dans les royaumes francs ont perdu leur signification; ils apparaissent à nouveau dans la Francie orientale après la partition de Verdun en 843. Des seigneurs indigènes portent le titre ducal, comme Liudolf de Saxe (mort en 866), sans toutefois établir leur autorité sur l'ensemble du territoire. Ce n'est qu'avec l'extinction de la dynastie carolingienne, à la mort du roi Louis IV de Germanie en 911, que les descendants de Liudolf, les Ottoniens, ont réussi à étendre leur propre pouvoir sur tout le duché de Saxe. De la même manière, les successeurs du margrave Léopold de Bavière (mort en 907) ont fondé le duché de Bavière, et les Conradiens battirent résolument leurs rivaux les comtes de Babenberg (Popponides) et atteignirent ainsi la suprématie sur la Franconie. 
En 911, à la mort de Louis IV, les ducs germaniques ont retenu l'un d'eux, Conrad de Franconie, comme roi de Francie orientale. Après l'arrivée au pouvoir de la dynastie ottonienne, avec l'élection d'Henri Ier en 919, les rois germaniques devaient reconnaître le pouvoir des ducs. D'autre part, ils avaient le droit de concéder les fiefs ducaux. Comme pays héréditaires, les duchés servaient de base de pouvoir des princes dans la lutte pour la royauté.
Plus tard, les duchés initiaux se sont désagrégés en plusieurs domaines : la Franconie est déjà partagée en 939 et la Lotharingie a été scindée en deux, Haute-Lotharingie (Lorraine) et Basse-Lotharingie (Lothier, dont le nom se perdra après son rattachement au duché de Brabant), en 959. Le duché de Carinthie est séparé de la Bavière par l'empereur Othon II en 976. Pendant la querelle des Investitures au XIIe siècle, le titre ducal en Souabe est obtenu par les deux dynasties de Hohenstaufen et de Zähringen. 
Lors du conflit entre les Hohenstaufen, rois germaniques à partir de 1138, et les Welf, l'ancien margraviat bavarois d'Autriche est élevé au rang de duché en 1156 (privilegium minus) et le titre de « duc de Franconie » est conféré aux princes-évêques de Wurtzbourg. Au cours du conflit avec l'empereur Frédéric Barberousse, en 1180, le duc Henri le Lion perd le pouvoir sur la Bavière, qui est divisée entre les Wittelsbach, les Ottokars (en Styrie) et les Andechs, et sur la Saxe, partagée entre les archevêques de Cologne (duché de Westphalie) et la maison d'Ascanie. Plus tard, en 1235, les Welf reçurent le duché de Brunswick-Lunebourg des mains de l'empereur Frédéric II.
Ces partitions ainsi que les privilèges donnés aux princes temporels et ecclésiastiques sont le début de la formation des États à l'échelle des territoires impériaux dans la dernière partie du Moyen Âge.